# مت هارولد
مت هارولد (انگلیسی: Matt Harrold؛ زادهٔ ۲۵ ژوئیهٔ ۱۹۸۴) بازیکن فوتبال اهل بریتانیا است.
از باشگاه‌هایی که در آن بازی کرده‌است می‌توان به باشگاه فوتبال وایکام واندررز، باشگاه فوتبال بریستول راورز، باشگاه فوتبال برنتفورد، باشگاه فوتبال یئوویل تاون، باشگاه فوتبال گرایس اتلتیک، باشگاه فوتبال ساوتند یونایتد، باشگاه فوتبال گریمزبی تاون، باشگاه فوتبال داگنم و ردبریج، باشگاه فوتبال کراولی تاون، باشگاه فوتبال شروزبری تاون، باشگاه فوتبال هارلو تاون، باشگاه فوتبال کمبریج یونایتد، و باشگاه فوتبال وینگیت و فینشلی اشاره کرد.